# Ремонтантная малина
Ремонта́нтная мали́на — группа сортов малины, отличающихся способностью плодоносить как на двухлетних, так и на однолетних побегах. Рассматривая ремонтантные сорта малины, необходимо учитывать, что в широком смысле под термином «ремонтантность» понимают несколько другое свойство.

## История
В англоязычной литературе ремонтантные сорта обозначают терминами everbearing (непрерывно плодоносящий), fall-bearing (плодоносящий осенью), autumn-fruiting (осенне-плодоносящий), а в русском языке для этого же понятия закрепился собирательный термин «ремонтантный», который происходит от французского «remonter», означающего «вновь подниматься». В садоводстве Европы, Америки и России ремонтантные сорта были и остаются пополнением к основному сортименту малины. Ремонтантные сорта малины известны уже более двухсот лет, однако большинство старых сортов такого типа отличаются незначительной зоной осеннего плодоношения побегов. В обзорах Мэйва и Аберкромби (1778), а также Мак Мэхона (1806) приведены описания более 20 ремонтантных сортов малины, но уже в XX веке было известно более 60 сортов.
В российской селекции малины целенаправленной работы по созданию ремонтантных сортов долгое время не велись, хотя в отдельных случаях выделялись формы, дающие ягоды на верхушках однолетних побегов. Известен, например, ремонтантный сорт малины И. В. Мичурина «Прогресс», который в благоприятных условиях даёт небольшой урожай ягод осеннего срока созревания. Ряд ремонтантных сортов с преимущественным плодоношением на однолетних побегах были созданы за рубежом. Наиболее известны из них «Сентябрьская», «Херитейдж», «Люлин», «Редвинг», «Зева», «Оттом Близ». В России их можно выращивать только в южных районах.
До начала 1970-х годов селекционеры СССР не проводили работы по созданию сортов ремонтантного типа. Сорта же малины зарубежной селекции с осенним типом плодоношения оказались малопригодными для центральной части страны из-за позднего созревания ягод. Целенаправленную селекцию ремонтантной малины в России проводят немногим более четырёх десятилетий. Ведущее учреждение, осуществляющее эту программу в России, — Кокинский опорный пункт (Брянская область) Всероссийского селекционно-технологического института садоводства и питомниководства. Особый вклад в создание российских сортов ремонтантной малины внёс профессор И. В. Казаков.
В результате скрещивания американского ремонтантного сорта «Сентябрьская» со слаборемонтантным, но рано цветущим гибридом № 12-77 был создан первый отечественный ремонтантный сорт «Бабье лето» (получил распространение лишь в южных регионах России). Селекционный прорыв в создании качественно новых сортов ремонтантной малины удалось совершить на основе межвидовой гибридизации с использованием в скрещиваниях, кроме малины красной (обыкновенной) (лат. Rubus idaeus), разнообразных форм малины чёрной (западной) (Rubus occidentalis), боярышниколистной (Rubus crataegifolius), душистой (Rubus odoratum), замечательной (Rubus spectabilis) и поленики (княженики) (Rubus arcticus).
По продуктивности, качеству урожая и особенно по ранним срокам созревания осеннего урожая сорта последних десятилетий и особенно отечественные сорта профессора И. В. Казакова намного превосходят прежние сорта. В центральных районах России все сто процентов ягод у новых сортов успевают вызревать с начала августа и до первых заморозков к середине сентября.

## Биология
У ремонтантных сортов весной каждого года из подземной части куста вырастают новые побеги, на которых образуется урожай ягод. К зиме верхняя отплодоносившая часть побега усыхает. На оставшейся части побега на втором году образуются плодовые веточки с ягодами, как это обычно бывает у неремонтантных сортов. У ремонтантного сорта можно получать урожай и на двухлетних и на однолетних побегах, но это ведёт к уменьшению урожая и качества плодов. Рекомендуется получать урожай только на однолетних побегах, удаляя их к конце вегетации перед наступлением морозов. Возделывание ремонтантных сортов малины по типу однолетней культуры снимает проблему зимостойкости стеблей, а их удаление с плантации после скашивания позволяет избавиться от основных болезней и вредителей без применения пестицидов. С другой стороны, оставляя однолетние побеги на второй год, садоводы получают очень растянутые сроки плодоношения, что оказывается привлекательным для любительского садоводства особенно на юге европейской части России.
Ряд ремонтантных сортообразцов малины сложного межвидового происхождения отличается низкими коэффициентами размножения, а отдельные из них вовсе не образуют корневой поросли. Эта биологическая особенность затрудняет размножение таких генотипов традиционными способами и, таким образом, значительно удлиняет период от выделения гибридов в элиту до передачи в сортоиспытание. Кроме того, ограничивается объём скрещиваний при использовании их в качестве родительских форм. Эти препятствия в значительной мере можно преодолеть путём использования метода клонального микроразмножения.
Основные корни малины расположены в слое почвы на глубине до 15—20 см.
В условиях Ленинградской области вегетация ремонтантной малины начинается в 3-й декаде апреля. Значительных сортовых различий по прохождению данной фенологической фазы выявлено не было. Цветение большинства сортов происходит в 3-й декаде июля. Созревание ягод у ремонтантной малины происходит неодновременно, в зависимости от сорта. Начало созревания ягод у некоторых сортов отмечается уже в первых числах августа.
Химический состав ягод малины в значительной степени зависит от генотипа, метеорологических условий в период формирования урожая и зоны выращивания культуры.
Современные сорта ремонтантной малины отличаются крупноплодностью, по этому показателю они легко конкурируют с летним сортиментом малины. Сорта со средней массой ягод 3,1—4,5 г: 'Августина', 'Бабье Лето', 'Бабье Лето-2', 'Брянская Юбилейная', 'Золотые Купола', 'Жар-птица', 'Мулатка', 'Надёжная', 'Элегантная', 'Янтарная'. Крупноплодные сорта с максимальной массой ягод 7—11,5 г: 'Золотая Осень', 'Геракл', 'Рубиновое Ожерелье', 'Купчиха', 'Атлант', 'Оранжевое Чудо', 'Брянское Диво'.

## Агротехника
В средней полосе России рекомендуется посадка на самых тёплых и солнечных участках сада, желательно с южной стороны дома. В этом случае обильное плодоношение гарантировано. В южных областях, где очень сухо и жарко, подходит и полутень. Для большинства сортов при среднем плодородии почвы расстояние между рядами 1,5—2,0 м, между растениями в ряду — 0,7—0,9 м. Растения сажают в ямы диаметром не менее 30—35 см и глубиной 25—30 см. У правильно посаженных растений корневая шейка должна быть на уровне поверхности почвы, и лишь на легких почвах допустимо её заглубление на 3—5 см. В небольших садах удобна посадка в виде небольших хорошо освещенных групп (одно-три растения), при расстоянии между ними до 50—70 см.
Ремонтантная малина может расти практически на любых почвах, но предпочитает рыхлые, плодородные. Существует мнение, что фосфорные удобрения можно не использовать так как их применение никак не влияет на урожай. Азотные удобрения в виде мочевины (карбамида), аммиачной селитры или органические удобрения на основе навоза всегда повышают урожай. Корни малины залегают в поверхностном слое почвы и всякая засуха и даже небольшой период без дождей может быстро приводить к обезвоживанию растений. Обычный уход за ремонтантной малиной сводится к регулярному рыхлению почвы, подкормкам, борьбе с сорняками и при необходимости — поливам.
Корневые отпрыски (поросль) рекомендуется уничтожать острой лопатой, подрезая на глубине 5-8 см в земле сразу после появления. Это положительно сказывается на количестве закладываемых на будущий год побегов замещения.
Ремонтантные сорта малины дают от 1,7 до 3,7 кг ягод с куста. При благоприятных почвенных и погодных условиях особой урожайностью — более 20 т с гектара — отличаются сорта 'Атлант', 'Брянское Диво', 'Рубиновое Ожерелье', 'Элегантная'. Продуктивность сорта — это комплексный показатель, слагающийся из многих признаков. У ремонтантной малины к основным компонентам продуктивности относятся: число плодоносящих побегов на кусте, количество ягод на одном побеге, средняя масса ягоды. Кроме этого необходимо учитывать, что продуктивность ремонтантной малины находится в прямой зависимости от количества ягод на кусте, успевших созреть до наступления осенних заморозков. Поэтому величина урожая зависит не только от генотипа растений и технологии выращивания культуры, но и от погодных условий в период вегетации и его
продолжительности. В Ленинградской области высокой продуктивностью характеризовались сорта: 'Брянское диво', 'Геракл', 'Евразия' (1300—1600 г с куста). Наименьшая продуктивность отмечена у сортов: 'Бабье Лето' — 900 г с куста, 'Бриллиантовая' — 1050 г с куста.
Особенностью ремонтантной малины является относительная трудность её размножения традиционными способами. С одной стороны, умеренное количество побегов замещения и корневых отпрысков значительно упрощает уход за посадками, с другой стороны, создает дефицит посадочного материала. Однако существует несколько агротехнических приёмов, с помощью которых можно ускорить размножение ремонтантных сортов. Так, если осенью или рано весной на 2—3 год после посадки аккуратно удалить центральную часть куста (диаметром 10-15 см), то из оставшихся в почве корней разовьется до 2-х десятков качественных отпрысков-саженцев.
Хорошие результаты дает размножение малины зелёными черенками. У малины на зелёном черенке обязательно должна быть часть побега, которая росла под землёй. Это так называемая отбеленная или этиолированная зона. Обычно зелёные черенки малины заготавливают в конце весны или в начале лета. В связи с тем, что формирование почек на корнях и их пробуждение происходит не одновременно, отпрыски появляются также в разные сроки. По этой причине операцию по заготовке и укоренению зеленых черенков следует проводить несколько раз. При этом лучшие результаты удается получить при весеннем черенковании. Для заготовки зеленых черенков лучшими считаются побеги, у которых надземная часть не более 3-5 см.
При пересеве семян ремонтантной малины основное её качество — способность плодоносить на однолетних побегах — сохраняют в той или иной степени до 2/3 сеянцев. Ягоды собирают в мешочки из капроновой ткани, разминают и под струей воды отмывают от мякоти. Затем, не вынимая ягоды из мешочков, их просушивают и хранят в холодильнике при температуре +1…+30 °С. В этих условиях семена, не теряя всхожести, могут храниться несколько лет. Для получения всходов из семян их последовательно подвергают стратификации и скарификации. Семена малины высевают на глубину около 0,5 см, засыпают легким грунтом и следят, чтобы посевы не пересыхали.

## Некоторые сорта
В настоящее время сортимент ремонтантной малины достаточно разнообразен, при выборе сорта рекомендуется выяснить, насколько он подходит к конкретным почвенно-климатическим условиям участка для выращивания.
- 'Абрикосовая'
- 'Августина' (поздний[6])
- 'Августовское Чудо'
- 'Атлант'
- 'Бабье Лето' (поздний[6])
- 'Бабье Лето-2' (средний[6])
- 'Бриллиантовая' (ранний[6])
- 'Брусвяна'
- 'Брянское Диво' (ранний[6])
- 'Брянская Юбилейная'
- 'Геракл' (ранний[6])
- 'Жар-птица'
- 'Журавлик'
- 'Заря Вечерняя'
- 'Золотые Купола' (ранний[6])
- 'Золотая Осень' (средний[6])
- 'Евразия' (ранний[6])
- 'Калашник'
- 'Купчиха'
- 'Мулатка'
- 'Надёжная'
- 'Недосягаемая'
- 'Носорог'
- 'Снегирёк'
- 'Осенняя Красавица'
- 'Оранжевое Чудо' (средний[6])
- 'Пингвин'
- 'Р34'
- 'Рубиновое Ожерелье'
- 'Шапка Мономаха'
- 'Элегантная'
- 'Янтарная'

В северных областях России рекомендуется выращивать сорта с ранним сроком созревания ягод: 'Брянское Диво', 'Геракл', 'Евразия'.